# Kammlach
Kammlach è un comune tedesco di 1 776 abitanti, situato nel land della Baviera.